# No Limite
No Limite es un reality show brasileño producido y transmitido por TV Globo, siendo una versión del programa sueco Expedition Robinson, que se conoció como la versión americana Survivor. Fue el segundo reality show realizado en Brasil. El programa se estrenó el 23 de julio de 2000, siendo emitido los domingos, en diferentes horarios, pero siempre después del programa Fantástico.
En el programa, los participantes se someten a pruebas de resistencia, pruebas y viven en el bosque. La atracción continuó durante tres temporadas, hasta que se canceló su producción en 2002. Luego de una pausa de ocho años, la cuarta temporada de la serie se estrenó el 30 de julio de 2009, nuevamente al mando de Zeca Camargo, pero sin el mismo éxito que la primera fase, siendo cancelada meses después. La primera temporada fue retransmitida por Viva entre el 28 de enero y el 17 de marzo de 2016.
En 2020, el director del programa Boninho anunció en su perfil de Instagram que el programa tiene posibilidades de volver a la grilla de TV Globo. En febrero de 2021, TV Globo anunció oficialmente el regreso del programa a la programación de la emisora, con novedades: con el actor André Marques como nuevo presentador y el elenco de la temporada estaba compuesto en su totalidad por ex concursantes de Big Brother Brasil. Los episodios de la nueva temporada fueron retransmitidos en Multishow. Además de contar con un spin-off exclusivo con los eliminados de cada semana. Mientras que en Globoplay y Gshow, también tuvo contenido exclusivo relacionado con el programa. Después de una actuación deslucida, André Marques fue reemplazado por el atleta de parapiragüismo Fernando Fernandes en la sexta temporada.

## Formato
- Tribus: Cada temporada, de 12 a 24 personas son dejadas en un lugar inhóspito del territorio brasileño y divididas en dos equipos con igual distribución de edad y sexo. Los equipos suelen recibir un kit básico de herramientas con las que pueden contar para sobrevivir: en general, un hacha, cantimploras y una fuente de agua especial hecha para el programa. Esta fuente contiene agua que los jugadores deben hervir para beber, lo que obliga a las tribus a hacer fuego por sí mismas o a obtener las herramientas para hacerlo como recompensa. Los equipos reciben nombres y colores específicos que se usan en sus banderas, en la prueba. ruta, textos en pantalla y otros elementos.
- Prueba de Privilegio: En las Pruebas de Privilegio, los participantes compiten por artículos de lujo que no son esenciales para la supervivencia pero que facilitan la vida en el campamento. Ejemplos: comida, fósforos, hachas, impermeables e incluso caminatas cortas fuera del campamento.
- Prueba de Inmunidad: En los ensayos de inmunidad, los participantes compiten por la inmunidad (representada por un ídolo). El equipo ganador garantiza un ciclo más en el juego, mientras que el equipo perdedor irá a la "Eliminación" donde votará para eliminar a un miembro. Durante los primeros 4 ciclos de la cuarta temporada, el equipo perdedor nominaba por votación secreta a un integrante para ser eliminado por votación popular. El otro miembro fue designado por el líder del equipo. El programa volvió a su formato original a partir del quinto ciclo.
- Fusión: Después de las primeras eliminaciones, los dos equipos se fusionan en uno y viven en el mismo campamento. La prueba de inmunidad pasa a ser individual (sin embargo, en la segunda temporada hubo dos ocasiones en que se realizaron dos pruebas de inmunidad en un mismo episodio) y el participante inmune también tiene derecho a voto en la Eliminación.
- Semifinal:
  - Pruebla: En la primera y tercera temporada, tras algunas eliminaciones en la fase de fusión, el juego cambió. Una semifinal la jugaron los 4 últimos participantes que quedaban en el partido y consistió en la re-división de los mismos en dos parejas que disputaron la penúltima prueba de inmunidad. El dúo ganador se clasificó directamente a la final, mientras que el dúo perdedor fue eliminado.
  - Jurado: En la segunda temporada, la semifinal se llevó a cabo de una manera diferente. Los 4 semifinalistas disputaron la penúltima prueba de inmunidad. En la "Eliminación", 4 participantes fueron eliminados antes de que los semifinalistas formaran un jurado que le daría inmunidad a uno de los participantes para la primera votación de la noche (así, dos personas serían inmunes). Un empate que se produjo entre los dos únicos participantes con derecho a voto hizo que el jurado volviera a la acción. Los cuatro miembros votarían y elegirían quién debería ser eliminado. Luego de eso, solo el ganador de la prueba de inmunidad quedaría inmune y el jurado volvería a votar y determinaría entre los dos participantes restantes quién sería el segundo finalista.
  - Valle de los Exiliados: El "Valle de los Exiliados", una especie de repechaje, solo se insertó en la tercera temporada. Los últimos 6 participantes eliminados antes de que los dos finalistas fueran enviados a este lugar (una especie de "jaula" ubicada en medio de la selva) y competirían en una carrera, donde el ganador tendría garantizado un lugar en la gran final.
- Final:
  - Pruebla Final: En las tres primeras temporadas, la final consistía en una gran maratón de pruebas (físicas y lógicas) con elementos utilizados a lo largo de toda la temporada. El resultado final fue revelado en vivo (a excepción de la primera temporada) por el presentador.
  - Voto del Jurado: En la cuarta temporada, todos los participantes eliminados tras la fusión comenzaron a componer un jurado, que decidiría el ganador de la disputa en la final, a través de una votación en vivo.
  - Voto Público: En la quinta y sexta temporada, el público votó entre los finalistas para decidir el ganador de la disputa en la final, durante el programa en vivo.

## Localización de temporadas
| Región       | Estado             |
| ------------ | ------------------ |
| Norte        | Amazonas (7)       |
| Norte        | Pará (3)           |
| Noreste      | Ceará (1, 4, 5, 6) |
| Centro Oeste | Mato Grosso (2)    |

## Primera edición (23/07/2000 – 10/09/2000)
| Bandera del estado de São Paulo          | Elaine de Melo      |
| Bandera del estado de Río Grande del Sur | Pipa Diniz          |
| Bandera del estado de São Paulo          | Andréa Baptista     |
| Bandera del estado de São Paulo          | Juliana Marques     |
| Bandera del estado de São Paulo          | Thiago Toqueton     |
| Bandera del estado de Río de Janeiro     | Vanderson Souza     |
| Bandera del estado de Río Grande del Sur | Jeferson Schmengler |
| Bandera del estado de São Paulo          | Ilma Arakawa        |
| Bandera del estado de São Paulo          | Chico Salles        |
| Bandera del estado de Río de Janeiro     | Marcus Werner       |
| Bandera del estado de Río de Janeiro     | Amendoim Martins    |
| Bandera del estado de Río de Janeiro     | Hilca Maria         |
| ---------------------------------------- | ------------------- |

### Tabla de nominaciones
|  | Tribu Lua |  | Tribu Sol |  | Tribu Solua |

|           |           | Tribus Originales | Tribus Originales | Tribus Originales | Tribus Originales | Tribus Originales | Tribus Originales | Tribu Fusión | Tribu Fusión | Tribu Fusión | Tribu Fusión     | Tribu Fusión     | Tribu Fusión | Tribu Fusión |
| Episodio  | Episodio  | 1                 | 2                 | 3                 | 4                 | 4                 | 5                 | 6            | 7            | 7            | 8                | 8                | 8            | 8            |
| --------- | --------- | ----------------- | ----------------- | ----------------- | ----------------- | ----------------- | ----------------- | ------------ | ------------ | ------------ | ---------------- | ---------------- | ------------ | ------------ |
| Día       | Día       | 3                 | 6                 | 9                 | 12                | 12                | 15                | 18           | 21           | 21           | 22               | 22               | Final        | Final        |
| Eliminado | Eliminado | Hilca             | Amendoim          | Marcus            | Empate            | Chico             | Ilma              | Jeferson     | Vanderson    | Thiago       | Juliana          | Andréa           | Pipa         | Elaine       |
| Votos     | Votos     | 5–1               | 4–1               | 3–1               | 3–3               | 4–0               | 2–1               | 3–2–2        | 4–1–1        | 2–1          | Prueba Semifinal | Prueba Semifinal | Prueba Final | Prueba Final |
|           |           |                   |                   |                   |                   |                   |                   |              |              |              |                  |                  |              |              |
| Votante   | Votante   | Voto              | Voto              | Voto              | Voto              | Voto              | Voto              | Voto         | Voto         | Voto         | Voto             | Voto             | Voto         | Voto         |
|           | Elaine    |                   |                   |                   | Andréa            | Chico             |                   | Vanderson    | Vanderson    | Thiago       | Inmune           | Inmune           | Ganadora     | Ganadora     |
|           | Pipa      | Hilca             | Amendoim          | Marcus            |                   |                   | Ilma              | Vanderson    | Vanderson    | Andréa       | Inmune           | Inmune           | Subcampeona  | Subcampeona  |
|           | Andréa    |                   |                   |                   | Chico             | Nadie             |                   | Jeferson     | Vanderson    | Nadie        | Eliminada        | Eliminada        |              |              |
|           | Juliana   |                   |                   |                   | Chico             | Chico             |                   | Jeferson     | Vanderson    | Thiago       | Eliminada        | Eliminada        |              |              |
|           | Thiago    | Hilca             | Amendoim          | Marcus            |                   |                   | Ilma              | Jeferson     | Andréa       | Nadie        |                  |                  |              |              |
|           | Vanderson |                   |                   |                   | Andréa            | Chico             |                   | Thiago       | Thiago       |              |                  |                  |              |              |
|           | Jeferson  |                   |                   |                   | Chico             | Chico             |                   | Thiago       |              |              |                  |                  |              |              |
| Ilma      | Ilma      | Hilca             | Amendoim          | Marcus            |                   |                   | Pipa              |              |              |              |                  |                  |              |              |
| Chico     | Chico     |                   |                   |                   | Andréa            | Nadie             |                   |              |              |              |                  |                  |              |              |
| Marcus    | Marcus    | Hilca             | Amendoim          | Ilma              |                   |                   |                   |              |              |              |                  |                  |              |              |
| Amendoim  | Amendoim  | Hilca             | Ilma              |                   |                   |                   |                   |              |              |              |                  |                  |              |              |
| Hilca     | Hilca     | Ilma              |                   |                   |                   |                   |                   |              |              |              |                  |                  |              |              |

1. ↑  La votación resultó en un empate. Según las reglas, se llevó a cabo la segunda votación donde los supervivientes involucrados en el empate no votarían y los supervivientes restantes solo podrían votar por los que empataron.
2. 1 2  Andréa y Chico no fueron elegibles para votar en la segunda votación.
3. 1 2  Andréa y Thiago no fueron elegibles para votar en la segunda votación, ya que como los únicos dos supervivientes no inmunes, sus votos se anularían automáticamente entre sí.

## Segunda edición (28/01/2001 – 25/03/2001)
| Bandera del estado de Goiás            | Léo Rassi         |
| Bandera del estado de São Paulo        | Christina Moreira |
| Bandera del estado de Minas Gerais     | Danilo Prates     |
| Bandera del estado de Río de Janeiro   | Dadá              |
| Bandera del estado de Paraná           | Eliane Menezes    |
| Bandera del estado de Minas Gerais     | Rosa              |
| Bandera del estado de Paraná           | Sávio Clemente    |
| Bandera del estado de São Paulo        | Sônia Cerqueira   |
| Bandera del Distrito Federal de Brasil | Lhitts Maciel     |
| Bandera del estado de Ceará            | Antero Temoteo    |
| Bandera del estado de Pernambuco       | Roberta Mayanah   |
| Bandera del estado de Pernambuco       | Leon Ramos        |
| -------------------------------------- | ----------------- |

### Tabla de nominaciones
|  | Tribu Araras Vermelhas |  | Tribu Lobos Guarás |  | Tribu Araguará |

|           |           | Tribus Originales | Tribus Originales | Tribus Originales | Tribus Originales | Tribus Originales | Tribus Originales | Tribu Fusión | Tribu Fusión | Tribu Fusión | Tribu Fusión | Tribu Fusión | Tribu Fusión | Tribu Fusión | Tribu Fusión |
| Episodio  | Episodio  | 1                 | 1                 | 2                 | 3                 | 4                 | 4                 | 5            | 6            | 7            | 8            | 8            | 8            | 8            | 8            |
| --------- | --------- | ----------------- | ----------------- | ----------------- | ----------------- | ----------------- | ----------------- | ------------ | ------------ | ------------ | ------------ | ------------ | ------------ | ------------ | ------------ |
| Día       | Día       | 3                 | 3                 | 6                 | 9                 | 12                | 15                | 18           | 21           | 22           | 23           | 23           | 23           | Final        | Final        |
| Eliminado | Eliminado | Empate            | Leon              | Roberta           | Antero            | Lhitts            | Sônia             | Sávio        | Rosa         | Eliane       | Empate       | Dadá         | Danilo       | Christina    | Léo          |
| Votos     | Votos     | 2–2–2             | 3–0               | 3–1–1–1           | 4–1               | Nadie             | 3–1–1             | 4–2–1        | 3–2–1        | 3–2          | 2–2          | 4–0          | 3–1          | Prueba Final | Prueba Final |
|           |           |                   |                   |                   |                   |                   |                   |              |              |              |              |              |              |              |              |
| Votante   | Votante   | Voto              | Voto              | Voto              | Voto              | Voto              | Voto              | Voto         | Voto         | Voto         | Voto         | Voto         | Voto         | Voto         | Voto         |
|           | Léo       |                   |                   | Roberta           |                   |                   | Sônia             | Sávio        | Rosa         | Eliane       | Dadá         | Nadie        | Nadie        | Ganador      | Ganador      |
|           | Christina | Eliane            | Nadie             |                   | Antero            |                   |                   | Léo          | Danilo       | Léo          | Danilo       | Nadie        | Nadie        | Subcampeona  | Subcampeona  |
|           | Danilo    |                   |                   | Roberta           |                   |                   | Sônia             | Sávio        | Christina    | Eliane       | Dadá         | Nadie        | Nadie        |              |              |
|           | Dadá      |                   |                   | Roberta           |                   |                   | Léo               | Sávio        | Rosa         | Eliane       | Danilo       | Nadie        |              |              |              |
|           | Eliane    | Christina         | Nadie             |                   | Antero            |                   |                   | Léo          | Rosa         | Léo          |              | Dadá         | Danilo       |              |              |
|           | Rosa      |                   |                   | Sônia             |                   |                   | Sônia             | Sávio        | Christina    |              |              | Dadá         | Danilo       |              |              |
|           | Sávio     | Christina         | Leon              |                   | Antero            |                   |                   | Eliane       |              |              |              | Dadá         | Christina    |              |              |
| Sônia     | Sônia     |                   |                   | Danilo            |                   |                   | Danilo            |              |              |              |              | Dadá         | Danilo       |              |              |
| Lhitts    | Lhitts    | Leon              | Leon              |                   | Antero            |                   |                   |              |              |              |              |              |              |              |              |
| Antero    | Antero    | Leon              | Leon              |                   | Christina         |                   |                   |              |              |              |              |              |              |              |              |
| Roberta   | Roberta   |                   |                   | Léo               |                   |                   |                   |              |              |              |              |              |              |              |              |
| Leon      | Leon      | Eliane            | Nadie             |                   |                   |                   |                   |              |              |              |              |              |              |              |              |

1. ↑  La votación resultó en un empate. Según las reglas, se llevó a cabo la segunda votación donde los supervivientes involucrados en el empate no votarían y los supervivientes restantes solo podrían votar por los que empataron.
2. ↑  La votación resultó en un empate. Según las reglas, en caso de empate después de la fusión, se llevó a cabo una segunda votación en la que los supervivientes no votarían y el jurado solo podía votar por los que empataron.
3. ↑  Lhitts fue descalificada por abandonar el campamento de la tribu Lobos Guarás, por lo que no se votó para eliminarla del juego.
4. 1 2 3 4  Christina, Dadá, Danilo y Léo no fueron elegibles para votar en la segunda votación.
5. 1 2 3  Los supervivientes restantes no eran elegibles para votar en la tercera votación, ya que solo había dos supervivientes no inmunes, sus votos se cancelarían automáticamente entre sí.
6. 1 2 3  Christina, Eliane y Leon no fueron elegibles para votar en la segunda votación.

## Tercera edición (28/10/2001 – 23/12/2001)
| Bandera del estado de Río Grande del Norte | Rodrigo Trigueiro  |
| Bandera del estado de São Paulo            | Hérica Sanfelice   |
| Bandera del estado de Río de Janeiro       | Tatiana Welikson   |
| Bandera del estado de Río de Janeiro       | Adriana            |
| Bandera del estado de São Paulo            | Peterson           |
| Bandera del estado de Río de Janeiro       | Fábio Meirelles    |
| Bandera del estado de Río de Janeiro       | Diuare de Carvalho |
| Bandera del estado de São Paulo            | Cláudia Lúcia      |
| Bandera del estado de Río de Janeiro       | Pedro Ribeiro      |
| Bandera del estado de São Paulo            | Janaína            |
| Bandera del estado de Mato Grosso del Sur  | Rogério            |
| Bandera del estado de Río de Janeiro       | Tânia Bisteka      |
| ------------------------------------------ | ------------------ |

### Tabla de nominaciones
|  | Tribu Água |  | Tribu Fogo |  | Tribu Foguágua |

|           |           | Tribus Originales | Tribus Originales | Tribus Originales | Tribus Originales | Tribus Originales | Tribu Fusión | Tribu Fusión | Tribu Fusión | Tribu Fusión     | Tribu Fusión     | Tribu Fusión    | Tribu Fusión | Tribu Fusión | Tribu Fusión |
| Episodio  | Episodio  | 1                 | 2                 | 3                 | 4                 | 5                 | 6            | 7            | 7            | 8                | 8                | 9               | 9            | 9            | 9            |
| --------- | --------- | ----------------- | ----------------- | ----------------- | ----------------- | ----------------- | ------------ | ------------ | ------------ | ---------------- | ---------------- | --------------- | ------------ | ------------ | ------------ |
| Día       | Día       | 3                 | 6                 | 9                 | 12                | 15                | 18           | 21           | 22           | 23               | 23               | 24              | Final        | Final        | Final        |
| Eliminado | Eliminado | Bisteka           | Rogério           | Janaína           | Pedro             | Cláudia           | Diuare       | Fábio        | Rodrigo      | Peterson         | Adriana          | Rodrigo         | Tatiana      | Hérica       | Rodrigo      |
| Votos     | Votos     | 3–2–1             | 3–2–1             | 4–1               | 3–2               | 3–1               | 4–2–1        | 3–1–1–1      | 4–1          | Prueba Semifinal | Prueba Semifinal | Prueba del Vale | Prueba Final | Prueba Final | Prueba Final |
|           |           |                   |                   |                   |                   |                   |              |              |              |                  |                  |                 |              |              |              |
| Votante   | Votante   | Voto              | Voto              | Voto              | Voto              | Voto              | Voto         | Voto         | Voto         | Voto             | Voto             | Voto            | Voto         | Voto         | Voto         |
|           | Rodrigo   | Bisteka           |                   |                   | Adriana           |                   | Peterson     | Tatiana      | Tatiana      |                  |                  | Regresó         | Ganador      | Ganador      | Ganador      |
|           | Hérica    | Adriana           |                   |                   | Pedro             |                   | Diuare       | Fábio        | Rodrigo      | Inmune           | Inmune           | Salvada         | Subcampeona  | Subcampeona  | Subcampeona  |
|           | Tatiana   |                   | Rogério           | Janaína           |                   | Cláudia           | Peterson     | Rodrigo      | Rodrigo      | Inmune           | Inmune           | Salvada         | Tercer lugar | Tercer lugar | Tercer lugar |
|           | Adriana   | Hérica            |                   |                   | Pedro             |                   | Diuare       | Fábio        | Rodrigo      | Eliminada        | Eliminada        | Perdió          |              |              |              |
|           | Peterson  | Bisteka           |                   |                   | Pedro             |                   | Diuare       | Fábio        | Rodrigo      | Eliminado        | Eliminado        | Perdió          |              |              |              |
|           | Fábio     |                   | Janaína           | Janaína           |                   | Cláudia           | Diuare       | Hérica       |              |                  |                  | Perdió          |              |              |              |
|           | Diuare    |                   | Janaína           | Janaína           |                   | Cláudia           | Adriana      |              |              |                  |                  | Perdió          |              |              |              |
| Cláudia   | Cláudia   |                   | Rogério           | Janaína           |                   | Tatiana           |              |              |              |                  |                  | Perdió          |              |              |              |
| Pedro     | Pedro     | Bisteka           |                   |                   | Adriana           |                   |              |              |              |                  |                  |                 |              |              |              |
| Janaína   | Janaína   |                   | Rogério           | Cláudia           |                   |                   |              |              |              |                  |                  |                 |              |              |              |
| Rogério   | Rogério   |                   | Tatiana           |                   |                   |                   |              |              |              |                  |                  |                 |              |              |              |
| Bisteka   | Bisteka   | Adriana           |                   |                   |                   |                   |              |              |              |                  |                  |                 |              |              |              |

1. 1 2 3 4 5 6 7 8 9  Por ganar la Prueba del Valle de los Exiliados, Rodrigo volvió al juego para la Prueba Final, eliminando permanentemente Adriana, Cláudia, Diuare, Fábio y Peterson del juego, al pierden la Prueba del Valle de los Exiliados.

## Cuarta edición (30/07/2009 – 27/09/2009)
| Bandera del estado de Goiás              | Luciana de Araújo  |
| Bandera del estado de Minas Gerais       | Gabriela Costa     |
| Bandera del estado de São Paulo          | Jéssica da Silva   |
| Bandera del estado de Río de Janeiro     | Alexandre Loureiro |
| Bandera del estado de Santa Catarina     | Osmar Guesser      |
| Bandera del estado de Bahía              | Marcelo Guimarães  |
| Bandera del estado de Bahía              | Índia Soares       |
| Bandera del estado de Río de Janeiro     | Sandi Ribeiro      |
| Bandera del estado de Río Grande del Sur | Marcelo Gaya       |
| Bandera del estado de Río Grande del Sur | Gilson Alves       |
| Bandera del estado de São Paulo          | Felipe Lima        |
| Bandera del estado de Río Grande del Sur | Taritza Puggina    |
| Bandera del estado de Minas Gerais       | Rafão Matos        |
| Bandera del estado de Minas Gerais       | Bia Amaral         |
| Bandera del estado de Río de Janeiro     | Isabel Oliveira    |
| Bandera del estado de Pernambuco         | Marcelo Cebola     |
| Bandera del estado de São Paulo          | Júlia Vasques      |
| Bandera del estado de Río de Janeiro     | João Alves         |
| Bandera del estado de Río de Janeiro     | Luiz Nascimento    |
| Bandera del estado de Santa Catarina     | Sibele Maciel      |
| Bandera del estado de Paraná             | Denise Oliveira    |
| Bandera del estado de Minas Gerais       | Ronaldo Machado    |
| Bandera del estado de Pará               | Eneida Diniz       |
| ---------------------------------------- | ------------------ |

### Tabla de nominaciones
|  | Tribu Manibu |  | Tribu Taíba |  | Tribu Carnaúba |

|           |           | Tribus Originales | Tribus Originales | Tribus Originales | Tribus Originales | Tribus Originales | Tribus Originales | Tribus Originales | Tribus Originales | Tribus Originales | Tribus Originales | Tribus Originales | Tribu Fusión | Tribu Fusión | Tribu Fusión | Tribu Fusión | Tribu Fusión | Tribu Fusión | Tribu Fusión | Tribu Fusión | Tribu Fusión | Tribu Fusión | Tribu Fusión | Tribu Fusión | Tribu Fusión |
| Episodio  | Episodio  | 2                 | 3                 | 4                 | 4                 | 4                 | 4                 | 5                 | 6                 | 7                 | 8                 | 8                 | 9            | 10           | 11           | 12           | 13           | 14           | 15           | 16           | 17           | 18           | 18           | 18           | 18           |
| --------- | --------- | ----------------- | ----------------- | ----------------- | ----------------- | ----------------- | ----------------- | ----------------- | ----------------- | ----------------- | ----------------- | ----------------- | ------------ | ------------ | ------------ | ------------ | ------------ | ------------ | ------------ | ------------ | ------------ | ------------ | ------------ | ------------ | ------------ |
| Día       | Día       | 6                 | 10                | 11                | 11                | 13                | 13                | 17                | 20                | 24                | 27                | 27                | 31           | 34           | 38           | 41           | 45           | 48           | 51           | 55           | 59           | 61           | 62           | Final        | Final        |
| Eliminado | Eliminado | Eneida            | Ronaldo           | Denise            | Sibele            | Luiz              | João              | Júlia             | Cebola            | Isabel            | Empate            | Bia               | Rafão        | Taritza      | Felipe       | Gilson       | Marcelo      | Sandi        | Índia        | Guimarães    | Osmar        | Alexandre    | Jéssica      | Gabriela     | Luciana      |
| Votos     | Votos     | 8–1               | 4–3–2             | Nadie             | Nadie             | Nadie             | 4–3–1             | 4–1–1             | 4–2–1             | 8–1               | 3–3               | 4–0               | 9–3–1        | 7–4–1        | 7–2–1–1      | 5–2–2–1      | 5–3–1        | 7–1          | 4–2–1        | 3–2–1        | 3–2          | 2–0          | 1–0          | 6–5          | 6–5          |
|           |           |                   |                   |                   |                   |                   |                   |                   |                   |                   |                   |                   |              |              |              |              |              |              |              |              |              |              |              |              |              |
| Votante   | Votante   | Voto              | Voto              | Voto              | Voto              | Voto              | Voto              | Voto              | Voto              | Voto              | Voto              | Voto              | Voto         | Voto         | Voto         | Voto         | Voto         | Voto         | Voto         | Voto         | Voto         | Voto         | Voto         | Voto         | Voto         |
|           | Luciana   | Eneida            |                   |                   |                   | Marcelo           | Marcelo           | Júlia             | Marcelo           |                   | Felipe            | Bia               | Felipe       | Felipe       | Felipe       | Gilson       | Marcelo      | Sandi        | Índia        | Guimarães    | Osmar        | Nadie        | Nadie        | Ganadora     | Ganadora     |
|           | Gabriela  |                   | Ronaldo           |                   |                   |                   |                   |                   |                   | Isabel            |                   |                   | Rafão        | Felipe       | Felipe       | Marcelo      | Marcelo      | Sandi        | Índia        | Guimarães    | Osmar        | Alexandre    | Jéssica      | Subcampeona  | Subcampeona  |
|           | Jéssica   | Eneida            |                   |                   |                   | Marcelo           | Marcelo           | Júlia             | Cebola            |                   | Felipe            | Bia               | Felipe       | Taritza      | Felipe       | Gilson       | Marcelo      | Sandi        | Índia        | Guimarães    | Osmar        | Alexandre    | Nadie        |              | Luciana      |
|           | Alexandre |                   | Gabriela          |                   |                   |                   |                   |                   |                   | Isabel            |                   |                   | Rafão        | Taritza      | Jéssica      | Gilson       | Luciana      | Sandi        | Luciana      | Gabriela     | Gabriela     | Nadie        |              | Gabriela     |              |
|           | Osmar     |                   | Gabriela          |                   |                   |                   |                   |                   |                   | Isabel            |                   |                   | Rafão        | Jéssica      | Felipe       | Gabriela     | Gabriela     | Sandi        | Índia        | Luciana      | Gabriela     |              |              |              | Luciana      |
|           | Guimarães |                   | Sibele            |                   |                   |                   |                   |                   |                   | Isabel            |                   |                   | Rafão        | Taritza      | Felipe       | Gilson       | Marcelo      | Sandi        | Gabriela     | Luciana      |              |              |              |              | Luciana      |
|           | Índia     |                   | Ronaldo           |                   |                   |                   |                   |                   |                   | Isabel            |                   |                   | Rafão        | Taritza      | Felipe       | Luciana      | Luciana      | Sandi        | Luciana      |              |              |              |              |              | Luciana      |
|           | Sandi     |                   | Índia             |                   |                   |                   |                   |                   |                   | Isabel            |                   |                   | Taritza      | Taritza      | Gabriela     | Gilson       | Marcelo      | Índia        |              |              |              |              |              |              | Luciana      |
|           | Marcelo   | Eneida            |                   |                   |                   | João              | João              | Júlia             | Cebola            |                   | Bia               | Bia               | Rafão        | Taritza      | Luciana      | Luciana      | Luciana      |              |              |              |              |              |              | Gabriela     |              |
|           | Gilson    |                   | Sibele            |                   |                   |                   |                   |                   |                   | Isabel            |                   |                   | Rafão        | Felipe       | Felipe       | Marcelo      |              |              |              |              |              |              |              | Gabriela     |              |
|           | Felipe    | Eneida            |                   |                   |                   | João              | João              | Marcelo           | Cebola            |                   | Bia               | Nadie             | Rafão        | Taritza      | Luciana      |              |              |              |              |              |              |              |              |              | Luciana      |
|           | Taritza   |                   |                   |                   |                   |                   |                   |                   |                   | Isabel            |                   |                   | Rafão        | Felipe       |              |              |              |              |              |              |              |              |              | Gabriela     |              |
|           | Rafão     | Bia               |                   |                   |                   | Marcelo           | Marcelo           | Felipe            | Cebola            |                   | Bia               | Bia               | Felipe       |              |              |              |              |              |              |              |              |              |              | Gabriela     |              |
| Bia       | Bia       | Eneida            |                   |                   |                   | Felipe            | Felipe            | Júlia             | Marcelo           |                   | Felipe            | Nadie             |              |              |              |              |              |              |              |              |              |              |              |              |              |
| Isabel    | Isabel    |                   |                   |                   |                   |                   |                   |                   |                   | Taritza           |                   |                   |              |              |              |              |              |              |              |              |              |              |              |              |              |
| Cebola    | Cebola    |                   |                   |                   |                   |                   |                   | Inmune            | Bia               |                   |                   |                   |              |              |              |              |              |              |              |              |              |              |              |              |              |
| Júlia     | Júlia     | Eneida            |                   |                   |                   | João              | João              | Luciana           |                   |                   |                   |                   |              |              |              |              |              |              |              |              |              |              |              |              |              |
| João      | João      | Eneida            |                   |                   |                   | Felipe            | Felipe            |                   |                   |                   |                   |                   |              |              |              |              |              |              |              |              |              |              |              |              |              |
| Luiz      | Luiz      | Eneida            |                   |                   |                   | João              | João              |                   |                   |                   |                   |                   |              |              |              |              |              |              |              |              |              |              |              |              |              |
| Sibele    | Sibele    |                   | Ronaldo           |                   |                   |                   |                   |                   |                   |                   |                   |                   |              |              |              |              |              |              |              |              |              |              |              |              |              |
| Denise    | Denise    |                   | Ronaldo           |                   |                   |                   |                   |                   |                   |                   |                   |                   |              |              |              |              |              |              |              |              |              |              |              |              |              |
| Ronaldo   | Ronaldo   |                   | Sibele            |                   |                   |                   |                   |                   |                   |                   |                   |                   |              |              |              |              |              |              |              |              |              |              |              |              |              |
| Eneida    | Eneida    | Bia               |                   |                   |                   |                   |                   |                   |                   |                   |                   |                   |              |              |              |              |              |              |              |              |              |              |              |              |              |

1. ↑  La votación resultó en un empate. Según las reglas, se llevó a cabo la segunda votación donde los supervivientes involucrados en el empate no votarían y los supervivientes restantes solo podrían votar por los que empataron.
2. 1 2  Denise y Sibele abandonaron la competencia después de pedir abandonar el juego, por lo que no se votó para eliminarlas del juego.
3. ↑  Luiz fue descalificado porque se encontraron remedios dentro de su zapato, por lo que no se votó para eliminarlo del juego.
4. 1 2  Alexandre y Luciana no fueron elegibles para votar en la primera votación, ya que como los únicos dos supervivientes no inmunes, sus votos se anularían automáticamente entre sí.
5. 1 2  Jéssica y Luciana no fueron elegibles para votar en la segunda votación, ya que como las dos únicas supervivientes no inmunes, sus votos se anularían automáticamente entre sí.
6. 1 2  Bia y Felipe no fueron elegibles para votar en la segunda votación.
7. ↑  Cebola no fue elegible para votar en la votación, ya que como él entró en la competencia recientemente, no participaría en la decisión y fue inmune esta votación.

## Quinta edición (11/05/2021 – 20/07/2021)
| Bandera del estado de Minas Gerais   | Paula Amorim         |
| Bandera del estado de São Paulo      | Viegas de Carvalho   |
| Bandera del estado de Espírito Santo | André Martinelli     |
| Bandera del estado de Río de Janeiro | Marcelo Zulu         |
| Bandera del estado de Piauí          | Elana Valenária      |
| Bandera del estado de Santa Catarina | Jéssica Mueller      |
| Bandera del estado de Bahía          | Carol Peixinho       |
| Bandera de Siria                     | Kaysar Dadour        |
| Bandera del estado de São Paulo      | Guilherme Napolitano |
| Bandera del estado de São Paulo      | Íris Stefanelli      |
| Bandera del estado de Acre           | Gleici Damasceno     |
| Bandera del estado de Espírito Santo | Arcrebiano Araújo    |
| Bandera del estado de Río de Janeiro | Lucas Chumbo         |
| Bandera del estado de Río de Janeiro | Ariadna Arantes      |
| Bandera del estado de São Paulo      | Angélica Ramos       |
| Bandera del estado de Amazonas       | Mahmoud Baydoun      |
| ------------------------------------ | -------------------- |

### Tabla de nominaciones
|  | Tribu Calango |  | Tribu Carcará |  | Tribu Jandaia |

|            |            |            | Tribus Originales | Tribus Originales | Tribus Originales | Tribus Originales | Tribus Originales | Tribus Originales | Tribus Originales | Tribus Cambiadas | Tribus Cambiadas | Tribu Fusión | Tribu Fusión | Tribu Fusión     | Tribu Fusión     | Tribu Fusión | Tribu Fusión | Tribu Fusión | Tribu Fusión | Tribu Fusión |
| Episodio   | Episodio   | Episodio   | 1                 | 2                 | 2                 | 3                 | 4                 | 5                 | 6                 | 7                | 8                | 9            | 10           | 11               | 11               | 11           | 11           | 11           | 11           | 11           |
| ---------- | ---------- | ---------- | ----------------- | ----------------- | ----------------- | ----------------- | ----------------- | ----------------- | ----------------- | ---------------- | ---------------- | ------------ | ------------ | ---------------- | ---------------- | ------------ | ------------ | ------------ | ------------ | ------------ |
| Día        | Día        | Día        | 3                 | 5                 | 5                 | 7                 | 9                 | 11                | 13                | 15               | 17               | 19           | 21           | 22               | 22               | 23           | 23           | Final        | Final        | Final        |
| Eliminado  | Eliminado  | Eliminado  | Mahmoud           | Empate            | Angélica          | Ariadna           | Chumbo            | Arcrebiano        | Gleici            | Íris             | Guilherme        | Kaysar       | Carol        | Jéssica          | Elana            | Zulu         | André        | André        | Viegas       | Paula        |
| Votos      | Votos      | Votos      | 5–3               | 3–3–1             | 3–2               | 7–1               | 6–1               | 5–1               | 3–2               | 4–1              | 3–2              | 5–2–1        | 4–3          | Prueba Semifinal | Prueba Semifinal | Prueba Final | Prueba Final | 5–4–3–0      | 33,23%       | 66,77%       |
|            |            |            |                   |                   |                   |                   |                   |                   |                   |                  |                  |              |              |                  |                  |              |              |              |              |              |
| Votante    | Votante    | Votante    | Voto              | Voto              | Voto              | Voto              | Voto              | Voto              | Voto              | Voto             | Voto             | Voto         | Voto         | Voto             | Voto             | Voto         | Voto         | Voto         | Voto         | Voto         |
|            |            | Paula      |                   |                   |                   | Ariadna           | Chumbo            |                   |                   |                  | Guilherme        | Kaysar       | Carol        | Inmune           | Inmune           | Inmune       | Inmune       | Elana        | Ganadora     | Ganadora     |
|            |            | Viegas     |                   |                   |                   | Ariadna           | Chumbo            |                   |                   |                  | Guilherme        | Kaysar       | Carol        | Inmune           | Inmune           | Inmune       | Inmune       | Zulu         | Subcampeón   | Subcampeón   |
|            |            | André      | Mahmoud           | Gleici            | Gleici            |                   |                   | Arcrebiano        | Gleici            | Íris             |                  | Elana        | Zulu         | Inmune           | Inmune           | Eliminado    | Eliminado    | Nadie        |              |              |
|            |            | Zulu       |                   |                   |                   | Ariadna           | Chumbo            |                   |                   |                  | Elana            | Kaysar       | Carol        | Inmune           | Inmune           | Eliminado    | Eliminado    | Nadie        |              |              |
|            |            | Elana      |                   |                   |                   | Ariadna           | Chumbo            |                   |                   |                  | Guilherme        | Kaysar       | Carol        | Eliminada        | Eliminada        |              |              | Nadie        |              |              |
|            |            | Jéssica    | Mahmoud           | Gleici            | Gleici            |                   |                   | Arcrebiano        | Gleici            | Íris             |                  | Kaysar       | Zulu         | Eliminada        | Eliminada        |              |              | Nadie        |              |              |
|            |            | Carol      | Mahmoud           | Angélica          | Angélica          |                   |                   | Arcrebiano        | Gleici            | Íris             |                  | Paula        | Zulu         |                  |                  |              |              | André        |              |              |
|            |            | Kaysar     | André             | Angélica          | Angélica          |                   |                   | Arcrebiano        | Jéssica           | Íris             |                  | Elana        |              |                  |                  |              |              | André        |              |              |
|            | Guilherme  | Guilherme  |                   |                   |                   | Ariadna           | Chumbo            |                   |                   |                  | Elana            |              |              |                  |                  |              |              | Zulu         |              |              |
|            | Íris       | Íris       |                   |                   |                   | Ariadna           | Chumbo            |                   |                   | Kaysar           |                  |              |              |                  |                  |              |              | Elana        |              |              |
| Gleici     | Gleici     | Gleici     | André             | Angélica          | Nadie             |                   |                   | Arcrebiano        | Jéssica           |                  |                  |              |              |                  |                  |              |              | Elana        |              |              |
| Arcrebiano | Arcrebiano | Arcrebiano | Mahmoud           | Jéssica           | Angélica          |                   |                   | Jéssica           |                   |                  |                  |              |              |                  |                  |              |              | André        |              |              |
| Chumbo     | Chumbo     | Chumbo     |                   |                   |                   | Ariadna           | Íris              |                   |                   |                  |                  |              |              |                  |                  |              |              | Zulu         |              |              |
| Ariadna    | Ariadna    | Ariadna    |                   |                   |                   | Íris              |                   |                   |                   |                  |                  |              |              |                  |                  |              |              | Elana        |              |              |
| Angélica   | Angélica   | Angélica   | Mahmoud           | Gleici            | Nadie             |                   |                   |                   |                   |                  |                  |              |              |                  |                  |              |              | André        |              |              |
| Mahmoud    | Mahmoud    | Mahmoud    | André             |                   |                   |                   |                   |                   |                   |                  |                  |              |              |                  |                  |              |              | André        |              |              |

1. ↑  La votación resultó en un empate. Según las reglas, se llevó a cabo la segunda votación donde los supervivientes involucrados en el empate no votarían y los supervivientes restantes solo podrían votar por los que empataron.
2. 1 2 3 4 5  Jéssica, Elana, Zulu y André, que fueron eliminados en las pruebas finales, respectivamente, se enfrentaron a un jurado formado por los dos finalistas y todos los supervivientes previamente eliminados. En la final en vivo, el jurado y los finalistas votaron sobre quién debería ser el tercer lugar.
3. 1 2  Angélica y Gleici no fueron elegibles para votar en la segunda votación.

## Sexta edición (03/05/2022 – 07/07/2022)
| Bandera del estado de Río de Janeiro     | Charles Gama          |
| Bandera del estado de Minas Gerais       | Ipojucan Ícaro        |
| Bandera del estado de Sergipe            | Lucas Santana         |
| Bandera del estado de Goiás              | Victor Hugo de Castro |
| Bandera del estado de Pernambuco         | Clécio Barbosa        |
| Bandera del estado de Alagoas            | Andréa Nascimento     |
| Bandera del estado de São Paulo          | Flavia Assis          |
| Bandera del estado de Paraná             | Pedro Castro          |
| Bandera del estado de Pernambuco         | Ninha Santiago        |
| Bandera del estado de Bahía              | Janaron Uhãy          |
| Bandera del estado de São Paulo          | Tiemi Hiratsuka       |
| Bandera del estado de Paraná             | Rodrigo Moraes        |
| Bandera del estado de Río de Janeiro     | Matheus Pires         |
| Bandera del estado de São Paulo          | Bruna Negreska        |
| Bandera del estado de Bahía              | Guza Rezê             |
| Bandera del estado de São Paulo          | Vanderlei Ramiro      |
| Bandera del estado de Río de Janeiro     | Patrícia Tomé         |
| Bandera del estado de Río de Janeiro     | Roberta Terra         |
| Bandera del estado de Santa Catarina     | Leonardo Correa       |
| Bandera del estado de Ceará              | Shirley Gonçalves     |
| Bandera del estado de Rondonia           | Kamyla Romaniuk       |
| Bandera del estado de Minas Gerais       | Adriano Gannam        |
| Bandera del estado de Río Grande del Sur | Verônica Kreitchmann  |
| Bandera del estado de Río de Janeiro     | Dayane Sena           |
| ---------------------------------------- | --------------------- |

### Tabla de nominaciones
|  | Tribu Lua |  | Tribu Sol |  | Tribu Estrela |

|           |           |           |           | Tribus Originales | Tribus Originales | Tribus Originales | Tribus Originales | Tribus Originales | Tribus Originales | Tribus Originales | Tribus Originales | Tribus Originales | Tribus Originales | Tribus Originales | Tribus Originales | Primer Cambio | Primer Cambio | Segundo Cambio | Segundo Cambio | Tribu Fusión | Tribu Fusión | Tribu Fusión | Tribu Fusión | Tribu Fusión | Tribu Fusión     | Tribu Fusión | Tribu Fusión | Tribu Fusión | Tribu Fusión |
| Episodio  | Episodio  | Episodio  | Episodio  | 1                 | 2                 | 3                 | 4                 | 5                 | 5                 | 6                 | 7                 | 7                 | 8                 | 9                 | 10                | 11            | 12            | 13             | 14             | 15           | 16           | 17           | 18           | 19           | 20               | 20           | 20           | 20           | 20           |
| --------- | --------- | --------- | --------- | ----------------- | ----------------- | ----------------- | ----------------- | ----------------- | ----------------- | ----------------- | ----------------- | ----------------- | ----------------- | ----------------- | ----------------- | ------------- | ------------- | -------------- | -------------- | ------------ | ------------ | ------------ | ------------ | ------------ | ---------------- | ------------ | ------------ | ------------ | ------------ |
| Día       | Día       | Día       | Día       | 3                 | 6                 | 8                 | 10                | 13                | 13                | 15                | 17                | 17                | 20                | 22                | 24                | 26            | 28            | 31             | 34             | 36           | 38           | 41           | 43           | 45           | 47               | 48           | Final        | Final        | Final        |
| Eliminado | Eliminado | Eliminado | Eliminado | Dayane            | Verônica          | Adriano           | Kamyla            | Shirley           | Shirley           | Leonardo          | Empate            | Roberta           | Patrícia          | Vanderlei         | Guza              | Bruna         | Matheus       | Rodrigo        | Tiemi          | Janaron      | Ninha        | Pedro        | Flavia       | Andréa       | Clécio           | Victor       | Lucas        | Ipojucan     | Charles      |
| Votos     | Votos     | Votos     | Votos     | 6–5–1             | 9–3               | 7–3–1             | 8–2               | 7–2–1             | 7–2–1             | 7–3–1             | 4–4               | 1–0               | 7–2–1             | 7–1–1             | 6–1               | 5–1           | 3–2           | 5–1            | 4–1            | 6–1–1–1–1    | 6–1–1–1      | 7–1          | 5–2          | 5–1          | Prueba Semifinal | Prueba Final | 24,15%       | 24,43%       | 51,42%       |
|           |           |           |           |                   |                   |                   |                   |                   |                   |                   |                   |                   |                   |                   |                   |               |               |                |                |              |              |              |              |              |                  |              |              |              |              |
| Votante   | Votante   | Votante   | Votante   | Voto              | Voto              | Voto              | Voto              | Voto              | Voto              | Voto              | Voto              | Voto              | Voto              | Voto              | Voto              | Voto          | Voto          | Voto           | Voto           | Voto         | Voto         | Voto         | Voto         | Voto         | Voto             | Voto         | Voto         | Voto         | Voto         |
|           |           |           | Charles   | Guza              |                   | Kamyla            | Kamyla            | Shirley           | Shirley           |                   | Roberta           | Inmune            |                   |                   | Guza              | Bruna         | Matheus       |                |                | Janaron      | Ninha        | Pedro        | Flavia       | Andréa       | Inmune           | Inmune       | Ganador      | Ganador      | Ganador      |
|           |           |           | Ipojucan  | Guza              |                   | Adriano           | Kamyla            | Shirley           | Shirley           |                   | Roberta           | Inmune            |                   |                   | Guza              | Bruna         | Matheus       |                |                | Janaron      | Ninha        | Pedro        | Flavia       | Andréa       | Inmune           | Inmune       | Subcampeón   | Subcampeón   | Subcampeón   |
|           |           |           | Lucas     |                   | Verônica          |                   |                   |                   |                   | Leonardo          |                   |                   | Patrícia          | Vanderlei         |                   |               |               |                |                | Janaron      | Ninha        | Pedro        | Flavia       | Andréa       | Inmune           | Inmune       | Tercer lugar | Tercer lugar | Tercer lugar |
|           |           |           | Victor    | Guza              |                   | Kamyla            | Kamyla            | Shirley           | Shirley           |                   | Roberta           | Roberta           |                   |                   | Guza              | Bruna         | Matheus       |                |                | Janaron      | Ninha        | Pedro        | Flavia       | Andréa       | Inmune           | Eliminado    |              |              |              |
|           |           |           | Clécio    |                   | Verônica          |                   |                   |                   |                   | Patrícia          |                   |                   | Matheus           | Matheus           |                   |               |               |                |                | Janaron      | Ninha        | Pedro        | Flavia       | Andréa       | Eliminado        |              |              |              |              |
|           |           |           | Andréa    |                   | Verônica          |                   |                   |                   |                   | Leonardo          |                   |                   | Patrícia          | Vanderlei         |                   |               |               | Rodrigo        | Tiemi          | Ipojucan     | Ipojucan     | Pedro        | Ipojucan     | Ipojucan     |                  |              |              |              |              |
|           |           |           | Flavia    |                   | Verônica          |                   |                   |                   |                   | Leonardo          |                   |                   | Patrícia          | Vanderlei         |                   |               |               | Rodrigo        | Tiemi          | Victor       | Victor       | Pedro        | Ipojucan     |              |                  |              |              |              |              |
|           |           |           | Pedro     |                   | Verônica          |                   |                   |                   |                   | Leonardo          |                   |                   | Patrícia          | Vanderlei         |                   | Bruna         | Ipojucan      |                |                | Janaron      | Ninha        | Victor       |              |              |                  |              |              |              |              |
|           |           |           | Ninha     |                   | Verônica          |                   |                   |                   |                   | Leonardo          |                   |                   | Patrícia          | Vanderlei         |                   |               |               | Rodrigo        | Tiemi          | Pedro        | Pedro        |              |              |              |                  |              |              |              |              |
|           |           |           | Janaron   | Kamyla            |                   | Adriano           | Kamyla            | Shirley           | Shirley           |                   | Bruna             | Inmune            |                   |                   | Guza              |               |               | Rodrigo        | Tiemi          | Ninha        |              |              |              |              |                  |              |              |              |              |
|           |           | Tiemi     | Tiemi     |                   | Verônica          |                   |                   |                   |                   | Leonardo          |                   |                   | Patrícia          | Vanderlei         |                   |               |               | Rodrigo        | Andréa         |              |              |              |              |              |                  |              |              |              |              |
|           |           | Rodrigo   | Rodrigo   | Dayane            |                   | Adriano           | Kamyla            | Shirley           | Shirley           |                   | Bruna             | Inmune            |                   |                   | Guza              |               |               | Ninha          |                |              |              |              |              |              |                  |              |              |              |              |
|           | Matheus   | Matheus   | Matheus   |                   | Verônica          |                   |                   |                   |                   | Leonardo          |                   |                   | Patrícia          | Vanderlei         |                   | Bruna         | Ipojucan      |                |                |              |              |              |              |              |                  |              |              |              |              |
|           | Bruna     | Bruna     | Bruna     | Guza              |                   | Kamyla            | Kamyla            | Shirley           | Shirley           |                   | Roberta           | Nadie             |                   |                   | Guza              | Charles       |               |                |                |              |              |              |              |              |                  |              |              |              |              |
| Guza      | Guza      | Guza      | Guza      | Dayane            |                   | Adriano           | Ipojucan          | Ipojucan          | Ipojucan          |                   | Bruna             | Inmune            |                   |                   | Victor            |               |               |                |                |              |              |              |              |              |                  |              |              |              |              |
| Vanderlei | Vanderlei | Vanderlei | Vanderlei |                   | Matheus           |                   |                   |                   |                   | Matheus           |                   |                   | Matheus           | Ninha             |                   |               |               |                |                |              |              |              |              |              |                  |              |              |              |              |
| Patrícia  | Patrícia  | Patrícia  | Patrícia  |                   | Matheus           |                   |                   |                   |                   | Matheus           |                   |                   | Ninha             |                   |                   |               |               |                |                |              |              |              |              |              |                  |              |              |              |              |
| Roberta   | Roberta   | Roberta   | Roberta   | Dayane            |                   | Adriano           | Kamyla            | Bruna             | Bruna             |                   | Bruna             | Nadie             |                   |                   |                   |               |               |                |                |              |              |              |              |              |                  |              |              |              |              |
| Leonardo  | Leonardo  | Leonardo  | Leonardo  |                   | Verônica          |                   |                   |                   |                   | Matheus           |                   |                   |                   |                   |                   |               |               |                |                |              |              |              |              |              |                  |              |              |              |              |
| Shirley   | Shirley   | Shirley   | Shirley   | Dayane            |                   | Adriano           | Kamyla            | Bruna             | Bruna             |                   |                   |                   |                   |                   |                   |               |               |                |                |              |              |              |              |              |                  |              |              |              |              |
| Kamyla    | Kamyla    | Kamyla    | Kamyla    | Dayane            |                   | Adriano           | Ipojucan          |                   |                   |                   |                   |                   |                   |                   |                   |               |               |                |                |              |              |              |              |              |                  |              |              |              |              |
| Adriano   | Adriano   | Adriano   | Adriano   | Dayane            |                   | Guza              |                   |                   |                   |                   |                   |                   |                   |                   |                   |               |               |                |                |              |              |              |              |              |                  |              |              |              |              |
| Verônica  | Verônica  | Verônica  | Verônica  |                   | Matheus           |                   |                   |                   |                   |                   |                   |                   |                   |                   |                   |               |               |                |                |              |              |              |              |              |                  |              |              |              |              |
| Dayane    | Dayane    | Dayane    | Dayane    | Guza              |                   |                   |                   |                   |                   |                   |                   |                   |                   |                   |                   |               |               |                |                |              |              |              |              |              |                  |              |              |              |              |

1. ↑  La votación resultó en un empate. Según las reglas, los supervivientes no empatados deben llegar a una decisión unánime sobre a quién eliminar entre los supervivientes empatados.
2. ↑  Victor usó la ventaja de voto adicional, lo que le permitió emitir dos votos durante una sola votación.
3. ↑  Como los supervivientes no empatados no pudieron llegar a una decisión unánime para votar por Bruna o Roberta, se designó a Victor para elegir a quién eliminar, después de un sorteo aleatorio.
4. ↑  Ipojucan ganó una inmunidad adicional este episodio después de encontrar un ídolo secreto en el campamento de la tribu.
5. 1 2 3 4 5  Los supervivientes no empatados no fueron sorteados por sorteo al azar que no fueran elegibles para sortear en la tercera votación, ya que al no haber una decisión unánime en la segunda votación, solo se designó a un superviviente sorteado con elegir eliminar.
6. 1 2  Matheus y Pedro quedaron inmunes a esta votación.
7. 1 2  Bruna y Roberta no fueron elegibles para votar en la segunda votación, ya que como las dos supervivientes empatadas, no participarían en la decisión.

## Séptima edición (18/07/2023 – 17/08/2023)
| Bandera del estado de São Paulo          | Dedé Macedo       |
| Bandera del estado de Bahía              | Raiana Bertoso    |
| Bandera del estado de Río de Janeiro     | Yuri Fulý         |
| Bandera del estado de Río de Janeiro     | Greiciene Dias    |
| Bandera del estado de Río de Janeiro     | Carol Nakamura    |
| Bandera del estado de São Paulo          | Paulinha Vecchi   |
| Bandera del estado de Bahía              | Euclides Viana    |
| Bandera del estado de Goiás              | Marcus Cowboy     |
| Bandera del estado de Paraná             | Amanda Momente    |
| Bandera del estado de Río de Janeiro     | Claudio Heinrich  |
| Bandera del estado de Río de Janeiro     | Guilherme Holanda |
| Bandera del estado de São Paulo          | Paulo Vilhena     |
| Bandera del estado de Río Grande del Sur | Simoni Santos     |
| Bandera del estado de Río Grande del Sur | Pipa Diniz        |
| Bandera del estado de Río de Janeiro     | Mônica Carvalho   |
| ---------------------------------------- | ----------------- |

### Tabla de nominaciones
|  | Tribu Jenipapo |  | Tribu Urucum |  | Tribu Ananeco |

|           |           |           | Tribus Originales | Tribus Originales | Tribus Cambiadas | Tribus Cambiadas | Tribus Cambiadas | Tribus Cambiadas | Tribu Fusión | Tribu Fusión    | Tribu Fusión    | Tribu Fusión | Tribu Fusión      | Tribu Fusión | Tribu Fusión | Tribu Fusión | Tribu Fusión | Tribu Fusión | Tribu Fusión     | Tribu Fusión     | Tribu Fusión | Tribu Fusión | Tribu Fusión |
| Episodio  | Episodio  | Episodio  | 1                 | 2                 | 3                | 3                | 4                | 4                | 5            | 6               | 6               | 7            | 7                 | 8            | 9            | 9            | 9            | 10           | 10               | 10               | 10           | 10           | 10           |
| --------- | --------- | --------- | ----------------- | ----------------- | ---------------- | ---------------- | ---------------- | ---------------- | ------------ | --------------- | --------------- | ------------ | ----------------- | ------------ | ------------ | ------------ | ------------ | ------------ | ---------------- | ---------------- | ------------ | ------------ | ------------ |
| Día       | Día       | Día       | 2                 | 4                 | 7                | 7                | 9                | 9                | 12           | 14              | 14              | 15           | 16                | 17           | 19           | 19           | 19           | 19           | 20               | 20               | Final        | Final        | Final        |
| Eliminado | Eliminado | Eliminado | Mônica            | Pipa              | Simoni           | Simoni           | Paulo            | Dedé             | Guilherme    | Duelo del Fuego | Claudio         | Amanda       | Dedé              | Marcus       | Euclides     | Empate       | Paulinha     | Raiana       | Carol            | Greiciene        | Fulý         | Raiana       | Dedé         |
| Votos     | Votos     | Votos     | 6–1               | 5–3               | 6–2              | 6–2              | 1–0              | 4–1–1–1          | 6–4          | 5–2–1           | Duelo del Fuego | 7–1          | Prueba de Regreso | 6–1–1        | 5–2          | 3–3          | 3–1          | 3–2–2        | Prueba Semifinal | Prueba Semifinal | Prueba Final | Prueba Final | Prueba Final |
|           |           |           |                   |                   |                  |                  |                  |                  |              |                 |                 |              |                   |              |              |              |              |              |                  |                  |              |              |              |
| Votante   | Votante   | Votante   | Voto              | Voto              | Voto             | Voto             | Voto             | Voto             | Voto         | Voto            | Voto            | Voto         | Voto              | Voto         | Voto         | Voto         | Voto         | Voto         | Voto             | Voto             | Voto         | Voto         | Voto         |
|           |           | Dedé      |                   | Pipa              | Simoni           | Simoni           |                  | Marcus           |              |                 |                 |              | Regresó           | Marcus       | Fulý         | Paulinha     | Nadie        | Nadie        | Ganó             | Ganó             | Ganador      | Ganador      | Ganador      |
|           |           | Raiana    | Mônica            |                   |                  |                  | Fulý             |                  | Guilherme    | Claudio         | Salvada         | Amanda       | Salvada           | Marcus       | Euclides     | Dedé         | Dedé         | Nadie        | Inmune           | Inmune           | Subcampeona  | Subcampeona  | Subcampeona  |
|           |           | Fulý      | Mônica            |                   |                  |                  | Paulo            |                  | Guilherme    | Claudio         | Salvado         | Amanda       | Salvado           | Marcus       | Euclides     | Paulinha     | Paulinha     | Nadie        | Ganó             | Ganó             | Tercer Lugar | Tercer Lugar | Tercer Lugar |
|           |           | Greiciene | Mônica            |                   |                  |                  | Fulý             |                  | Guilherme    | Amanda          | Inmune          | Amanda       | Salvada           | Marcus       | Euclides     | Dedé         | Paulinha     | Nadie        | Eliminada        | Eliminada        |              |              |              |
|           |           | Carol     |                   | Guilherme         |                  |                  | Fulý             |                  | Guilherme    | Claudio         | Salvada         | Amanda       | Salvada           | Marcus       | Euclides     | Paulinha     | Paulinha     | Nadie        | Eliminada        | Eliminada        |              |              |              |
|           |           | Paulinha  | Mônica            |                   |                  |                  | Fulý             |                  | Guilherme    | Claudio         | Ganó            | Amanda       | Salvada           | Marcus       | Euclides     | Dedé         | Nadie        | Raiana       |                  |                  |              |              |              |
|           |           | Euclides  |                   | Pipa              | Simoni           | Simoni           |                  | Dedé             | Claudio      | Carol           | Salvado         | Amanda       | Salvado           | Greiciene    | Fulý         |              |              | Raiana       |                  |                  |              |              |              |
|           |           | Marcus    |                   | Pipa              | Simoni           | Simoni           |                  | Dedé             | Claudio      | Claudio         | Salvado         | Amanda       | Salvado           | Paulinha     |              |              |              | Greiciene    |                  |                  |              |              |              |
|           |           | Amanda    |                   | Pipa              | Simoni           | Simoni           |                  | Dedé             | Claudio      | Nadie           | Salvada         | Euclides     | Perdió            |              |              |              |              | Carol        |                  |                  |              |              |              |
|           |           | Claudio   | Mônica            |                   | Simoni           | Simoni           |                  | Euclides         | Guilherme    | Carol           | Eliminado       |              | Perdió            |              |              |              |              | Raiana       |                  |                  |              |              |              |
|           |           | Guilherme |                   | Pipa              | Simoni           | Simoni           |                  | Dedé             | Claudio      |                 |                 |              | Perdió            |              |              |              |              | Greiciene    |                  |                  |              |              |              |
|           | Paulo     | Paulo     | Mônica            |                   |                  |                  | Fulý             |                  |              |                 |                 |              |                   |              |              |              |              |              |                  |                  |              |              |              |
|           | Simoni    | Simoni    |                   | Guilherme         | Amanda           | Amanda           |                  | Amanda           |              |                 |                 |              | Perdió            |              |              |              |              | Carol        |                  |                  |              |              |              |
| Pipa      | Pipa      | Pipa      |                   | Guilherme         |                  |                  |                  |                  |              |                 |                 |              |                   |              |              |              |              |              |                  |                  |              |              |              |
| Mônica    | Mônica    | Mônica    | Greiciene         |                   |                  |                  |                  |                  |              |                 |                 |              |                   |              |              |              |              |              |                  |                  |              |              |              |

## Participantes de No Limite en otros programas
- A Fazenda
  - Arcrebiano Araújo - Décima tercera edición (2021) - Finalista

- A Grande Conquista
  - Marcus Cowboy - Segunda edición (2024) - Expulsado

- Bake Off Brasil
  - Guilherme Napolitano - Celebridades: Segunda temporada (2022) - Expulsado
  - Íris Stefanelli - Celebridades: Segunda temporada (2022) - Expulsada